# 3870 Mayré
A 3870 Mayré (ideiglenes jelöléssel 1988 CG3) a Naprendszer kisbolygóövében található aszteroida. Eric Walter Elst fedezte fel 1988. február 13-án.